# Sadi Olcay
Sadi Olcay (29 giugno 1957) è un ex cestista turco.

## Carriera
Con la Turchia ha disputato i Campionati europei del 1981.